# گروپو اومیلایف
گروپو اومیلایف (انگلیسی: Grupo Omnilife) شرکت بازاریابی مکزیکی است، که در سال ۱۹۹۱ تأسیس شد.